# Windowlicker
Windowlicker ist eine EP des britischen Electronic-Musikers Richard D. James unter seinem Pseudonym Aphex Twin. Die EP erschien im Frühjahr 1999 auf Warp Records und erreichte Platz #16 in den britischen Singlecharts. Der Song wurde später von Fans als beliebtester Warp-Records-Track für die Warp20-Compilation gewählt.
Der Titel der EP und des Titeltracks (deutsch Fensterlecker) ist in Großbritannien ein abfälliges Wort für geistig behinderte Menschen. Andererseits ist es auch eine wörtliche Übersetzung des französischen Terms faire du lèche-vitrine, auf Deutsch: Schaufensterbummel machen.
Das Artwork der CD stammt vom britischen Regisseur Chris Cunningham und der Kreativagentur The Designers Republic.

## Hintergrund
Der Titeltrack Windowlicker besteht aus einem Stimm-Sample von James, das am Computer manipuliert und moduliert wurde. Dies wird mit seinen typischen Breakbeats, Drum-Samplings sowie gemixtem chorhaften Gesang unterlegt. Dies ergibt einen ruhigen, aber doch unbeständigen Track, welcher in seiner letzten Minute in einen extrem verzerrten Bass-Klangteppich endet. Im Track ist auch ein kurzes Sample von James’ damaliger Freundin integriert, welche in ihrer französischen Muttersprache J’aime faire des croquettes au chien sagt, was übersetzt bedeutet: Ich liebe es, Hundekroketten zu machen.
Track zwei, meistens aufgrund der sehr komplizierten mathematischen Gleichung als Trackname als Formula oder Equation bezeichnet, hat einen sehr experimentellen Klang und ist in etwa mit Noise vergleichbar. Den aus Aufnahmen von Aufzieh-Musikuhren bestehenden dritten Track Nannou widmete James seiner damaligen Freundin.

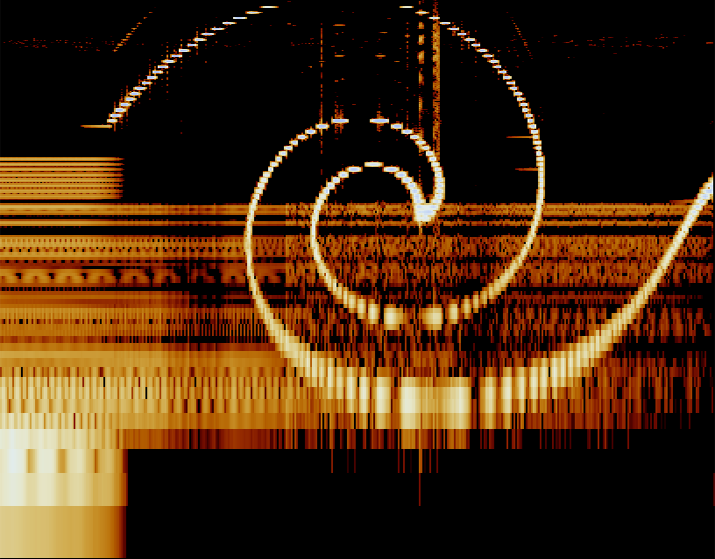
Die Spirale am Ende des Tracks.

Wenn man den zweiten Track durch einen Spektralanalysator betrachtet, erscheint ein verborgenes Bild von James’ Logo. Dieses wurde wohl als Klang von Aphex Twin nur für den Zweck in den Track integriert, dass man das Logo auch findet. Es ist eines der wenigen Beispiele für das Einbetten von Bildern in Musik. Venetian Snares fügte einmal ein Bild seiner Katzen in einen Track. Nine Inch Nails nutzten diesen Effekt auch auf dem Album Year Zero. Im Track Windowlicker erscheint auf dieselbe Weise am Ende des Songs eine Spirale mit konzentrischen Kreisen und weiteren Spiralen. Dieser Effekt lässt sich mit dem Programm MetaSynth erzielen. Es erlaubt es dem Benutzer, ein digitales Bild als Klang in das Spektrogramm einzufügen. Laut einem Artikel der Zeitschrift Wired entsteht durch die Fotografien meistens „ein relativ misstöniger, metallischer Kratzton“.

## Musikvideo
Das Musikvideo vom Track Windowlicker wurde 1999 in Los Angeles vom Regisseur Chris Cunningham gedreht. Er drehte 1997 auch das Video für Come to Daddy. Das Windowlicker-Video ist mit zehn Minuten für ein Musikvideo überdurchschnittlich lang und stellt eine Parodie auf zeitgenössische, amerikanische Gangsta-Rap-Musikvideos dar.
Im Video fahren zwei junge Männer (ein Latino und ein Afroamerikaner) in einem alten Mazda-Cabrio durch die sommerlichen Straßen von Los Angeles. Sie halten Ausschau nach Prostituierten – im Abspann hoochies, also Schlampen, genannt. Die beiden unterhalten sich mit zwei Prostituierten, die die beiden jedoch nicht bedienen wollen. Plötzlich erscheint eine absurd lange Limousine (inklusive Fahrerfenster besteht sie aus 38 Fenstern) und kracht in das alte Auto der beiden Männer. Es dauert 20 Sekunden, bis das Ende der Limousine eingeblendet wird. Ein Mann mit dem Gesicht von Richard D. James steigt aus, er verfügt anscheinend über unrealistisch viel Kraft, Sex-Appeal und Glück. Die zwei Prostituierten begleiten James nun mit weiteren Frauen in ihrer Limousine, ihre Gesichter verwandeln sich in breit grinsende, bärtige Herrengesichter. Sie tanzen mit noch mehr leicht bekleideten Frauen am Strand. Eine dieser Frauen hat ein schreckliches, deformiertes und abstoßendes Gesicht, was Ähnlichkeit mit einer Zeichnung des schweizerischen Künstlers HR Giger namens The Windowlickers aufweist. Am Ende des Videos schüttelt der Mann mit James’ Gesicht eine Champagner-Flasche. Der herausströmende Schaumwein ähnelt sehr einer Sperma-Ejakulation.
Die Schauspieler der Prostituierten und Freier vom Anfang heißen Marcus Morris, Gary Cruz sowie Marcy Turner und Chiquita Martin.
Die beiden Männer vom Anfang des Videos nutzen sehr viele Flüche und Schimpfwörter. Im Dialogteil des Videos (nicht mal vier Minuten lang) werden 127-mal vulgäre und obszöne Wörter, Begriffe und Redensarten benutzt, allein 44-mal das Wort fuck.
Das Video wurde 1999 auf VHS veröffentlicht, einmal in der zensierten Fassung, bei der jedes obszöne Wort durch einen Piepston ersetzt wurde. Es wurde 2000 als bestes Video bei den BRIT Awards nominiert, verlor jedoch gegen ein Video von Robbie Williams.
Die volle Version des Windowlicker-Clips läuft auch im deutschen Musikfernsehen nur nachts. Um das Video doch auch tagsüber zu senden, schnitt Cunningham für einen Director’s Cut den Dialog heraus, so dass das Video mit dem Auftauchen der Limousine beginnt. Der österreichische Musiksender gotv sendet das Video wegen der österreichischen Gesetzeslage auch tagsüber unzensiert und ungeschnitten. 2008 handelte sich MTV Networks ein Bußgeld ein, da es unter anderem das Video vor 21 Uhr abends vollständig ausstrahlte.

## Diverses

Eine echte Goldkette als Halsband mit dem Aphex-Twin-Logo gehörte zum Promo-Material der EP.

- Windowlicker, Acid Edit war ein Remix des Songs im Acid-House-Stil und erschien auf James’ Remix-CD 26 Mixes for Cash (2003), Warp Records.
- Das Promomaterial zur EP enthielt einen Kalender mit diversen Szenenfotos aus dem Video sowie eine authentische Goldkette mit dem Aphex-Twin-Logo. Die Kette wurde auch im Video gezeigt.
- Die EP wurde vom New Musical Express als Single of the Year 1999 ausgezeichnet, woraufhin Richard D. James an die Redaktion folgenden Dankesbrief schrieb:

„Supi! Vielen Dank für das Wählen meines/r Tracks. Ich hatte wie immer ein sehr gutes Jahr, obwohl es sehr intensiv war, alles beschleunigte sich, konstant neues Zeug geschrieben, ich plane wirklich, mich nächstes Jahr nur noch mehr zu isolieren. Hoffe, jeder hat eine richtig langweilige Silvester-Party, nimmt von allem ne Überdosis und erstickt an der eigenen Kotze auf dem Badezimmerboden. Passt auf, dass ihr mit dem Gesicht nach unten liegt, bevor ihr bewusstlos werdet!

Gezeichnet, Pritchad.g.kraymes.“

- In James’ Album drukQs sampelt er Teile von ΔMi−1 = −αΣn=1NDi[n][Σj∈C{i}Fji[n − 1] + Fexti[n−1] im Stück 54 Cymru Beats.
- Das Outro des Songs  wird im Film Grandma’s Boy genutzt.
- Im September 2010 kürte Pitchfork Media den Song auf Platz #12 der 200 Best Tracks of the 90s.[11]

## Tracklist
Alle Lieder wurden von Richard D. James geschrieben, komponiert und produziert.

### CD, Vinyl
1. Windowlicker – 6:07
2. {\displaystyle \Delta M_{i}^{-1}=-a\sum _{n=1}^{N}D_{i}\left[n\right]\left[\sum _{j\in \mathbb {C} \{i\}}F_{ji}\left[n-1\right]+F\operatorname {ext} _{i}\left[n^{-1}\right]\right]} – 5:43[Anmerkung 1]
3. Nannou – 4:13

### Bonustracks (Japan)
1. Windowlicker (Demo Version) – 1:57
2. Windowlicker (End-Roll Version) – 1:07